# Петрівка Друга (Краматорський район)
Петрі́вка Друга — село Олександрівської селищної громади Краматорського району Донецької області, України.
Населення становить 538 осіб.

## Історія
Станом на 1886 рік у колишньому власницькому селі Петрівка Друга (Миноградова) Степанівської волості Бахмутського повіту Катеринославської губернії мешкало 622 особи, налічувалось 89 дворових господарств, існувала лавка.
За переписом 1897 року кількість мешканців зросла до 480 осіб (245 чоловічої статі та 235 — жіночої), з яких всі — православної віри.
У 1908 році в селі Петрівка Друга мешкало 543 особи (272 чоловічої статі та 271 — жіночої), налічувалось 130 дворових господарства.